# La Capilla, Colombia
La Capilla är en ort i Colombia.   Den ligger i departementet Boyacá, i den centrala delen av landet, 140 km nordost om huvudstaden Bogotá. La Capilla ligger 2 576 meter över havet och antalet invånare är 1 375.
Terrängen runt La Capilla är kuperad västerut, men österut är den bergig. Terrängen runt La Capilla sluttar västerut. Runt La Capilla är det ganska tätbefolkat, med 72 invånare per kvadratkilometer. Närmaste större samhälle är Villa de Leyva, 12,1 km sydväst om La Capilla. I omgivningarna runt La Capilla växer i huvudsak städsegrön lövskog.